# Dyskretyzacja kontinuum
Dyskretyzacja kontinuum stanowi dzisiaj podstawę większości metod rozwiązywania zagadnień mechaniki ośrodków ciągłych. Koncepcja dyskretyzacji została matematycznie uogólniona między innymi dla zastosowań numerycznego całkowania równań różniczkowych i teorii aproksymacji. Interesujący jest fakt, że idea dyskretyzacji znalazła swój początek w mechanice budowli, a konkretnie w metodzie przemieszczeń stosowanej od dawna w obliczeniach konstrukcji budowlanych.

## Idea dyskretyzacji
Istota dyskretyzacji polega na tym, że opis pola przemieszczeń {\displaystyle {\vec {u}}\ \epsilon \ R^{3}} punktu kontinuum, o wektorze wodzącym {\displaystyle {\vec {r}}\ \epsilon \ R^{3},} za pomocą funkcji ciągłej {\displaystyle {\vec {u}}({\vec {r}}),} zostaje zastąpiony opisem dyskretnym.
Opis ten polega na tym, że rozważane kontinuum zostaje podzielone na elementy o skończonych wymiarach (tzw. elementy skończone) z wyróżnionymi punktami węzłowymi. W każdym węźle, w przypadku ogólnym, zostaje wprowadzone po sześć parametrów geometrycznych (trzy przemieszczenia liniowe i trzy kątowe). Pole przemieszczeń wewnątrz każdego z elementów jest aproksymowane za pomocą prostych funkcji np. odpowiednich wielomianów, zbudowanych na bazie parametrów węzłowych. W ten sposób pole przemieszczeń całego rozważanego kontinuum zostaje opisane za pomocą wektora
{\displaystyle {\vec {Q}}(t)=[Q_{1}(t),\ Q_{2}(t),\ \dots \ Q_{n}(t)]^{T}}
o skończonej, zazwyczaj dużej, liczbie współrzędnych (parametrów węzłowych). Otrzymuje się w ten sposób dyskretny model kontinuum. Dzięki temu własności sprężyste, tłumiące i bezwładnościowe mogą być w sposób jednoznaczny opisane za pomocą trzech macierzy (bezwładności, tłumienia i sztywności) o skończonych wymiarach, odpowiednio
{\displaystyle K={\begin{bmatrix}k_{11}&k_{12}&\dots &k_{1n}\\k_{21}&k_{22}&\dots &k_{2n}\\\dots &\dots &\dots &\dots \\k_{n1}&k_{n2}&\dots &k_{nn}\end{bmatrix}},\quad C={\begin{bmatrix}c_{11}&c_{12}&\dots &c_{1n}\\c_{21}&c_{22}&\dots &c_{2n}\\\dots &\dots &\dots &\dots \\c_{n1}&c_{n2}&\dots &c_{nn}\end{bmatrix}},\quad M={\begin{bmatrix}m_{11}&m_{12}&\dots &m_{1n}\\m_{21}&m_{22}&\dots &m_{2n}\\\dots &\dots &\dots &\dots \\m_{n1}&m_{n2}&\dots &m_{nn}\end{bmatrix}}.}

## Równanie ruchu
Równanie równowagi (ruchu) modelu dyskretnego można zapisać, wykorzystując zasadę d’Alemberta, w postaci sumy sił czynnych działających na ten model
{\displaystyle {\vec {B}}(t)+{\vec {T}}(t)+{\vec {S}}(t)+{\vec {P}}(t)=0,}
gdzie:
{\displaystyle {\vec {B}}(t)} – wektor sił bezwładności,
{\displaystyle {\vec {T}}(t)} – wektor sił tłumiących,
{\displaystyle {\vec {S}}(t)} – wektor sił sprężystych,
{\displaystyle {\vec {P}}(t)} – wektor sił obciążających (wymuszających).
Uwzględniając związki
{\displaystyle {\vec {B}}(t)=-M{\ddot {\vec {Q}}}(t),\quad {\vec {T}}(t)=-C{\dot {\vec {Q}}}(t),\quad {\vec {S}}(t)=-K{\vec {Q}}(t)}
otrzymujemy równanie
{\displaystyle M{\ddot {\vec {Q}}}(t)+C{\dot {\vec {Q}}}(t)+K{\vec {Q}}(t)={\vec {P}}(t){\mbox{. (a)}}}
opisujące ruch modelu o n stopniach swobody.
Macierze {\displaystyle M,C,K} można też zapisać następująco
{\displaystyle M=[{\vec {m}}_{1},\ {\vec {m}}_{2},\ \dots \ {\vec {m}}_{n}],\quad \ C=[{\vec {c}}_{1},\ {\vec {c}}_{2},\ \dots \ {\vec {c}}_{n}],\quad K=[{\vec {k}}_{1},\ {\vec {k}}_{2},\ \dots \ {\vec {k}}_{n}]}
i wówczas wektory {\displaystyle {\vec {m}}_{j},\ {\vec {c}}_{j},\ {\vec {k}}_{j}} mogą być interpretowane jako reakcje więzów węzłowych (siły bierne) równoważące działanie sił czynnych spowodowanych odpowiednio: jednostkowym przyspieszeniem {\displaystyle {\ddot {Q}}_{j}=1,} jednostkową prędkością {\displaystyle {\dot {Q}}_{j}=1} i jednostkowym przemieszczeniem {\displaystyle Q_{j}=1.}
Korzystając z tej interpretacji można obliczyć wartości poszczególnych elementów macierzy M, C i K.
Równanie o postaci (a) stanowi podstawę analizy statycznej i dynamicznej modeli o skończonej liczbie stopni swobody.

## Agregacja
Macierze M, C i K, występujące w równaniu (a) i opisujące ruch całego modelu dyskretnego, nazywane są macierzami globalnymi zwykle o znacznych rozmiarach. W praktyce obliczeniowej powstają one z małych macierzy lokalnych opisujących własności poszczególnych elementów skończonych. Odbywa się to w procesie nazywanym agregacją. Polega ona na wykorzystaniu faktu, że elementy sąsiadujące ze sobą mają wspólne stopnie swobody. Z tego powodu elementy małych macierzy lokalnych są odpowiednio rozmieszczane (i sumowane) w dużych macierzach globalnych na właściwych miejscach. Agregacja stanowi procedurę istotną i charakterystyczną dla metody elementów skończonych.